# Centro Cultural Casa Gonzalo Rojas
El Centro Cultural Casa Gonzalo Rojas es un recinto cultural ubicado en el sector de Las Cuatro Avenidas, de la ciudad de Chillán, en la Región de Ñuble, Chile. Fue declarado monumento nacional en abril de 2024.
La propiedad fue residencia del escritor, poeta y profesor chileno Gonzalo Rojas, a partir de la década de 1980, donde residió junto a su esposa Hilda May, hasta su fallecimiento en 2011.
Fue inaugurada como centro cultural en agosto de 2013, y actualmente posee una galería de arte con obras de Roberto Matta, un museo sobre la vida del poeta y una biblioteca pública, con más de 30.000 libros.

## Historia
La vivienda inició como residencia de los padres de Hilda May.
A partir de 1952, Gonzalo Rojas es académico de la Universidad de Concepción, cargo que desemepñaría hasta el Golpe de Estado de 1973. En 1958, es organizado el evento llamado Primer Encuentro de Escritores de Concepción, en el cual están presentes Gonzalo Rojas y Volodia Teitelboim, ambos en dicho evento se encuentran a la estudiante de 17 años, Hilda May, quien ya había sido estudiante de Rojas anteriormente. A partir de ese entonces, Teitelboim y Rojas inician una disputa por el amor de May, del cual Gonzalo Rojas resulta victorioso, reencontrándose con ella al año siguiente, en la Sede de la Unesco de París, Francia.
Hilda May se casa con el poeta Gonzalo Rojas, con quien tiene un hijo y, residen en esta casa desde 1979, cuando retornaron tras el exilio producto de la dictadura militar chilena.  En 1995, May fallece producto de un cáncer.

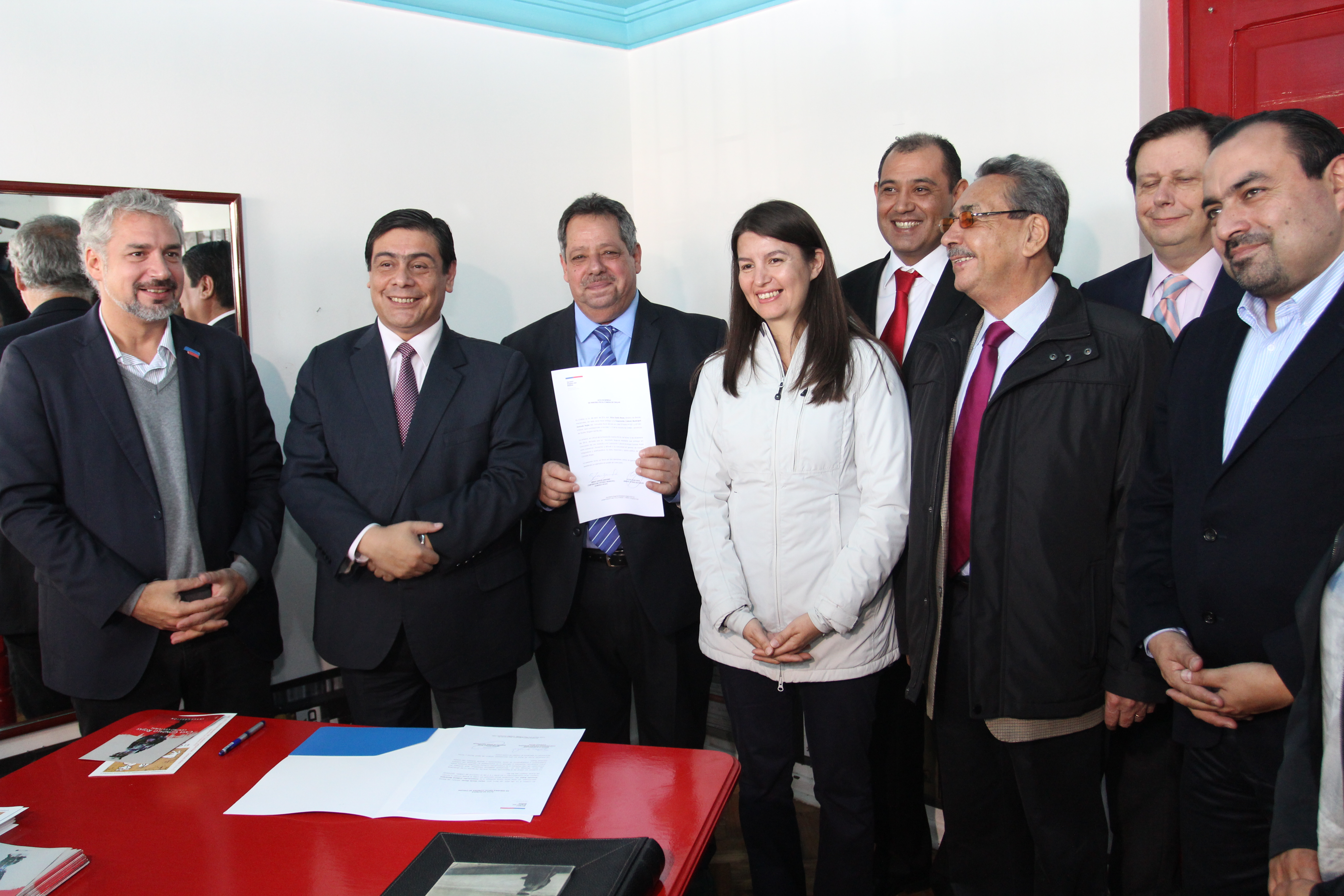
Ministro Víctor Osorio Reyes y alcalde de Chillán Sergio Zarzar en ceremonia de entrega de Casa Gonzalo Rojas para convertirla en Centro Cultural

Luego en 2006, la casa fue entregada a través de una concesión a la Corporación Municipal Cultural Gonzalo Rojas, y en abril de 2013, la casa es comprada por el Ministerio de Bienes Nacionales, para su transformación en Centro Cultural Casa de Gonzalo Rojas, siendo inaugurada en agosto del mismo año. En marzo de 2014, el recinto es cerrado para su remodelación, cual fue llevada a cabo por fondos municipales y privados. A partir de 2018, la casa inaugura la sala Matta, cual resguarda obras del pintor Roberto Matta, que sirvieron de inspiración a Rojas para sus obras.
En julio de 2022 la Secretaría Regional del Ministerio de Bienes Nacionales presentó una solicitud al Consejo de Monumentos Nacionales, una propuesta para declarar a la casa como Monumento Nacional de Chile, como respuesta ante la posibilidad de construcción de un edificio de diez pisos al lado del inmueble. La declaratoria fue concretada en abril de 2024.